# Gymnázium Prachatice
Gymnázium Prachatice je střední škola v Prachaticích v Jihočeském kraji. Vyučují se zde kromě latiny a deskriptivní geometrie také všechny všeobecně-vzdělávací předměty v čtyřletém i osmiletém studiu včetně předmětů umělecko-estetických. Od školního roku 2025/2026 škola otevírá také nový vzdělávací obor Technické lyceum. Školní budova (areál) se nachází na ulici Zlatá stezka v jižní části města. Současnou ředitelkou je Mgr. Jana Dejmková, MBA.

## Budova

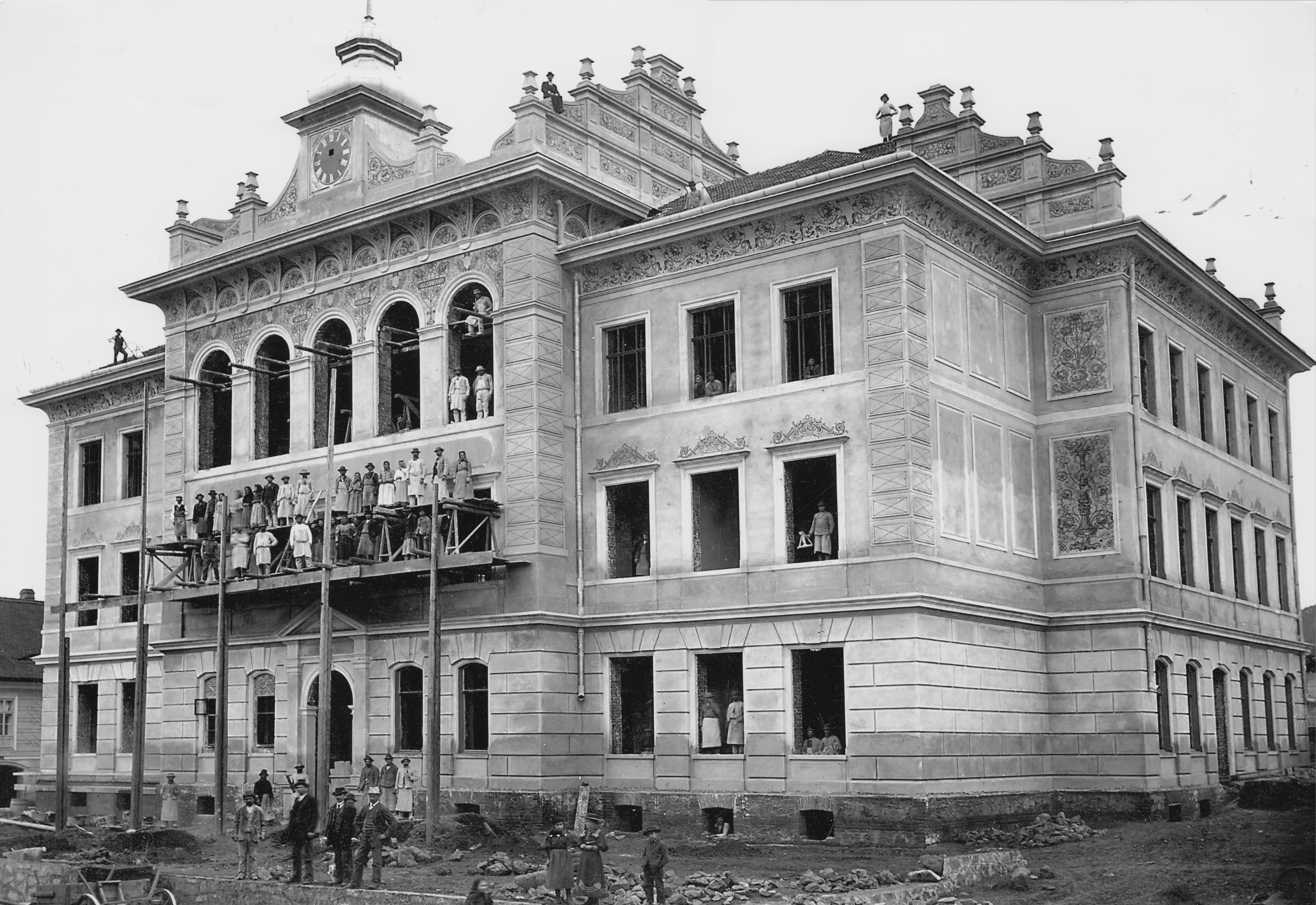
Stavba gymnazijní budovy v roce 1897.

Současná neorenesanční budova pochází z konce 19. století. Průčelí stavby je orientováno do ulice spojující Zlatou Stezku a ul. Požárníků. Dvoupatrová historizující budova má nápadné průčelí; po obou stranách u obou zmíněných ulic vybíhají ještě boční křídla. V zadní části areálu školy se nacházejí některé další pavilony, které zde byly přistavěny v 20. století. Budova gymnázia má také bohatě zdobenou aulu.

## Historie
Gymnázium bylo zřízeno dne 5. října 1865. Tehdy působilo jako škola při městu Prachatice, které jej financovalo až do roku 1870. Sídlilo tehdy v Husově ulici v domě č. 109. O vznik gymnázia usilovala řada menších měst v tehdejším Rakousku; v Prachaticích jeho zřízení uspíšil dar ve výši 30 tisíc zlatých, které městu daroval místní rodák Felix Spinka. 
Po roce 1870 převzal financování školy rakouský stát, po patnácti letech (v letech 1885 až 1893) jej opět provozovalo město. 
Významným ředitelem se roku 1871 stal Gustav Adolf Lindner, pozdější profesor pedagogických věd Filozofické fakulty Univerzity Karlovy v Praze. Jeho působení v gymnáziu je doloženo i pamětní deskou na budově gymnázia.
Současná novorenesanční budova vznikla během období rozvoje města na přelomu 19. a 20. století; budována byla v letech 1896 až 1899. Jejím architektem byl Robert Příhoda, v některých částech se inspiroval nepochybně budovou Plzeňské radnice (střešní štít) apod. Během stavebních prací se zde zřítilo lešení a zabilo jednu ženu a několik dělníků.
Gymnázium bylo od svého založení s německým vyučovacím jazykem; české školy v Prachaticích v té době existovaly, nicméně sídlily ve skromnějších budovách. Po roce 1918, kdy byla vyhlášena nezávislost Československa, se německé gymnázium ocitlo na území nového státu. Tehdy zde studovalo dvě stě padesát studentů. Vznik nové hranice znamenal také pokles počtu studentů (o několik desítek), neboť studenti z nově vzniklé rakouské republiky již nestudovali v ČSR.
Zájem byl především o zřízení nové instituce s českým vyučovacím jazykem. To bylo zřízeno v roce 1920. Po nějakou dobu působilo české i německé gymnázium v jedné budově. O tři roky později bylo nakonec gymnázium německé uzavřeno a jeho studenti přešli do Českých Budějovic a Českého Krumlova. Tehdejší učitelé byli následně převeleni do jiných podobných škol ve všech německy mluvících oblastech Čech.
Činnost českého gymnázia v budově z přelomu století byla možná pouze do Mnichovské dohody; po jejím podpisu se celé Prachatice nacházely na území Německa. Gymnázium s českým vyučovacím jazykem bylo obnoveno až v roce 1945.
Budova gymnázia byla rekonstruována v 90. letech 20. století z iniciativy tehdejšího ředitele Mgr. Alexandra Zikmunda.